# Renaud III de Brederode
Pour les articles homonymes, voir Brederode.
Renaud III de Brederode (1492 – 25 septembre 1556, à Bruxelles), seigneur de Brederode et Vianen, est un bourgmestre d'Utrecht.

## Biographie
Il était le fils de Walrave II de Brederode et Marguerite van Borselen. C'est l'un des membres de la Maison de Brederode. Renaud III fut plus conciliant avec les Habsbourg que le reste de sa famille, ce qui lui permit d'être confirmé dans un certain nombre de ses possessions (vicomté d'Utrecht, caractère alleutier de Vianen...) et d'être élu en novembre 1531 chevalier de l'ordre de la Toison d'or. Il n'avait néanmoins pas dérogé à la tradition familiale en se présentant en juin 1531 à un tournoi à Gand sous le nom de Renaud de Hollande et en portant les armes du comté sans aucune brisure. Son fils Henri passa à la Réforme et fut un des artisans du Compromis des Nobles avant de devenir comme ses fils un des plus solides soutiens de la révolte des Pays-Bas.
Il est membre du conseil privé et chambellan de l'Empereur Charles Quint.
Il est représenté dans un portrait à cheval par Cornelis Anthonisz (voir l'illustration du cartouche) et dans un portrait de Jan van Scorel.
En 1556, Renaud meurt et est enterré dans le caveau familial de l'église (aujourd'hui réformée) de Vianen (Utrecht). Son épouse Philippine fille de Robert II de La Marck y est enterrée en 1537.

## Descendance
Renaud épouse en 1521 Philippine de La Marck, fille de Robert II de La Marck. Ils ont ensemble :
- Helene (1527/28 – Anvers 1572); épouse (Anvers 1549) Thomas Perrenot de Granvelle (Besançon 1521 – Anvers 1571), fils de Nicolas Perrenot de Granvelle
- Hendrik van Brederode (1531 – 1568), Seigneur de Brederode, Vianen et d'Ameide
- Antonia Penelope (morte après 1591); épouse I (1547) comte Henri de Isenburg (mort Walem (1554); épouse II Corneille de Ghistelles
- Françoise
- Johanna (morte 1573) épouse (1551) Joost van Bronckhorst (décédé après 1598)
- Louis (mort à Saint-Quentin en 1557)
- Marguerite (morte à Namur (1554); épouse (1542) le comte Peter Ernst van Mansfeld-Friedeburg (1517 – 1604)
- Philippe (mort à Milan en 1554)
- Renaud
- Robert (mort en Bavière en 1566)

Il a de nombreux enfants illégitimes.

## Galerie

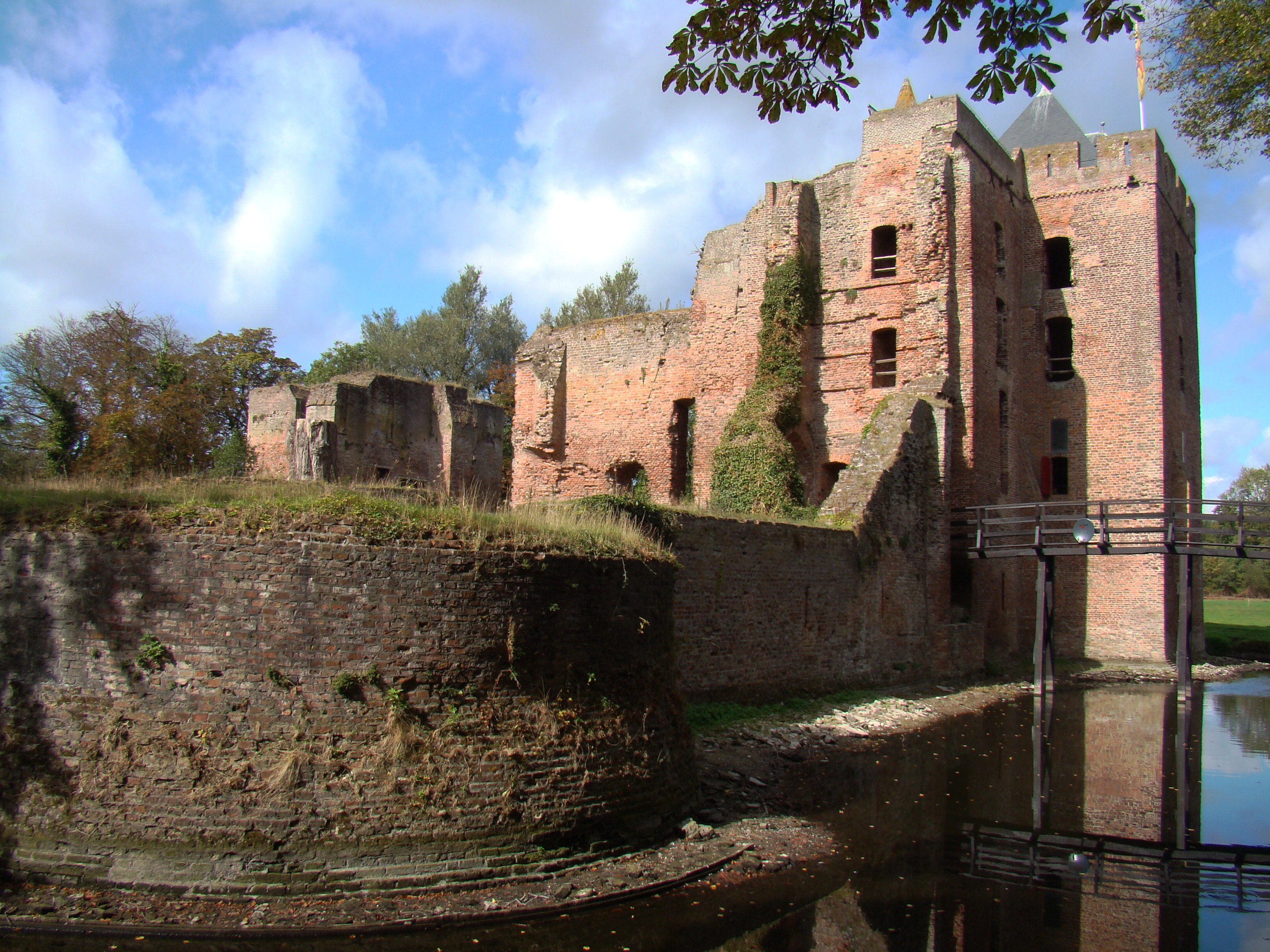
Ruines du Château de Brederode
Blason des Brederode
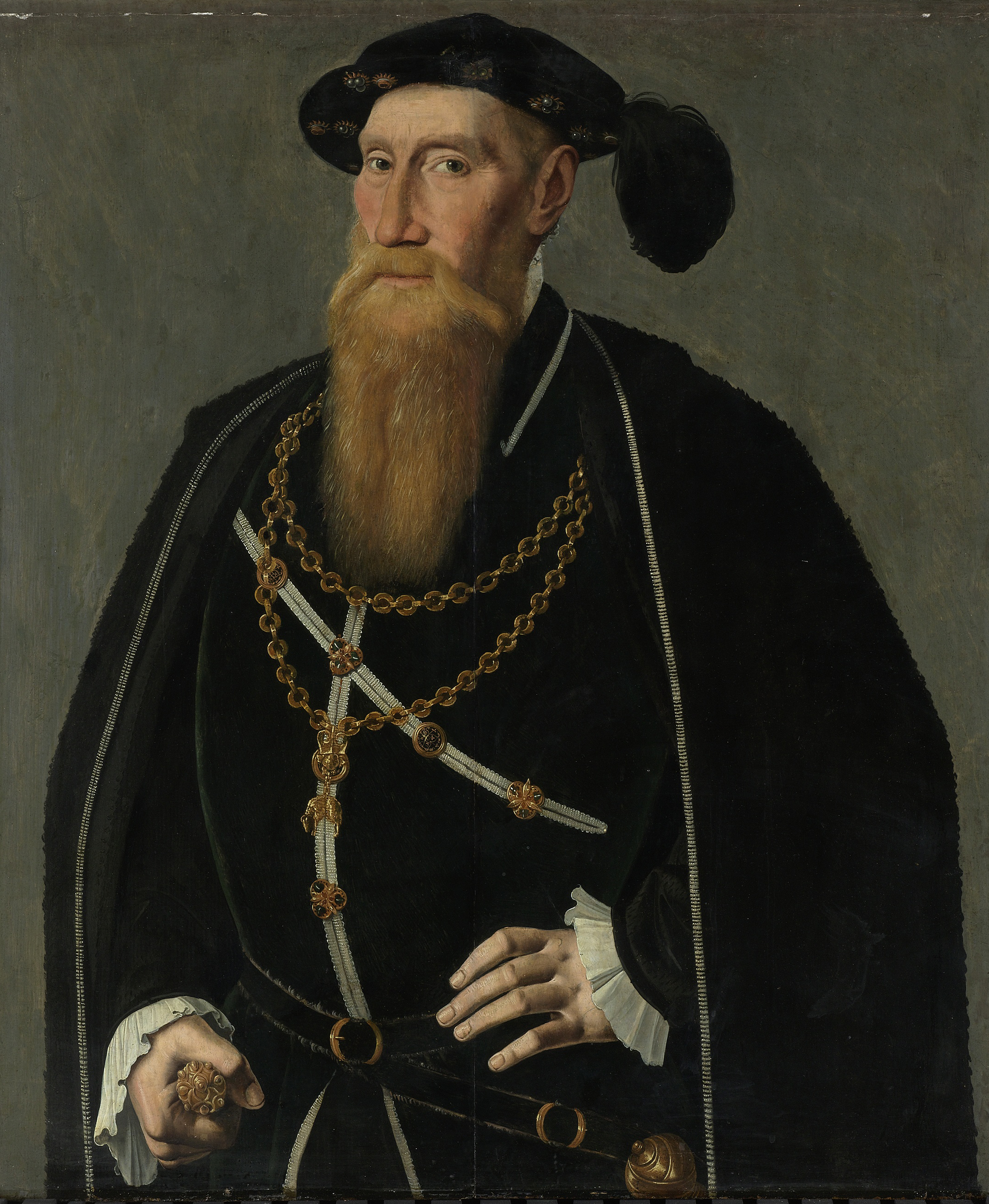
Renaud III de Brederode arborant la toison d'or, portrait par Jan van Scorel
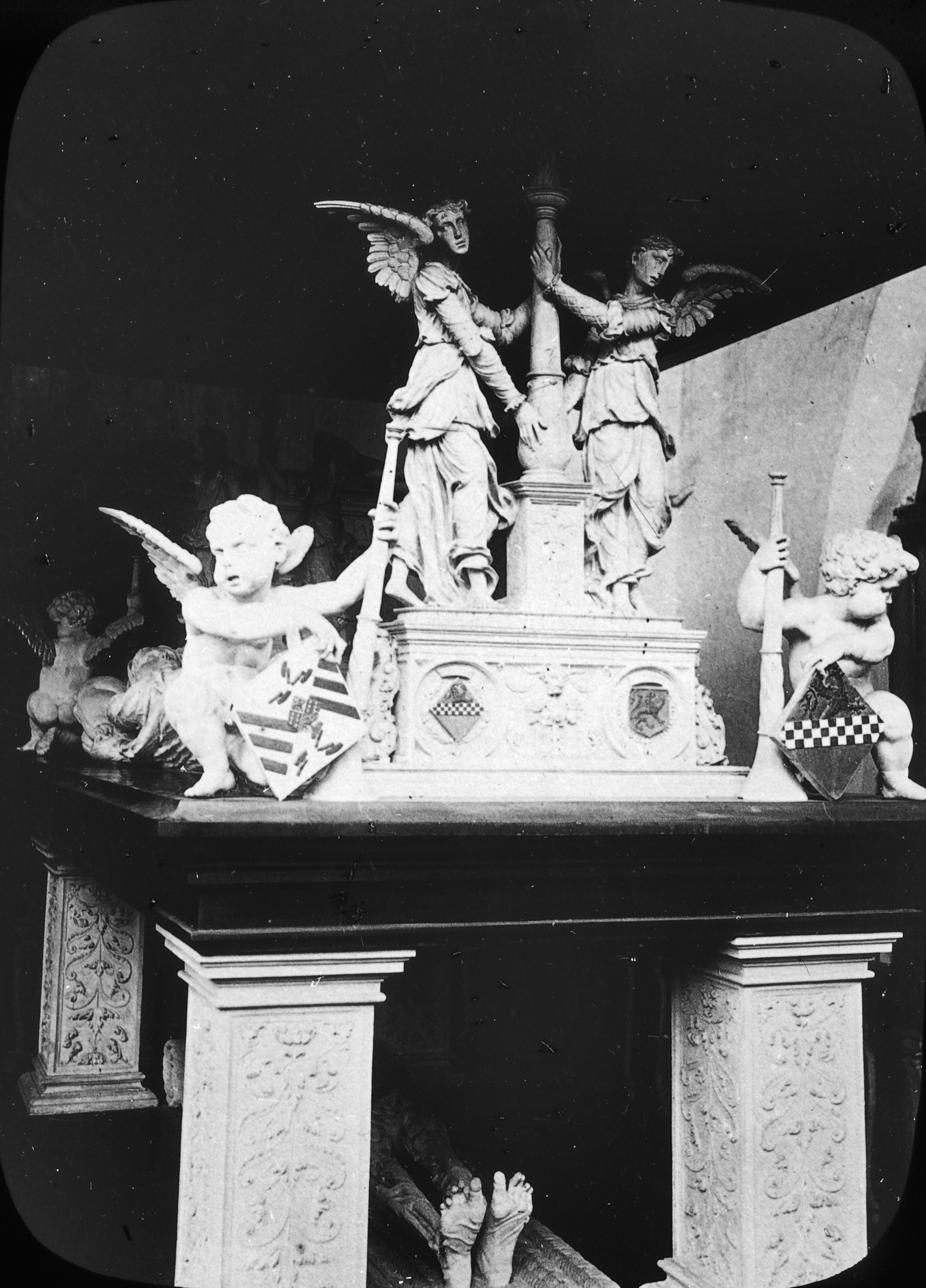
Tombeau de la famille Van Brederode à Vianen